# Miguel Ximénez

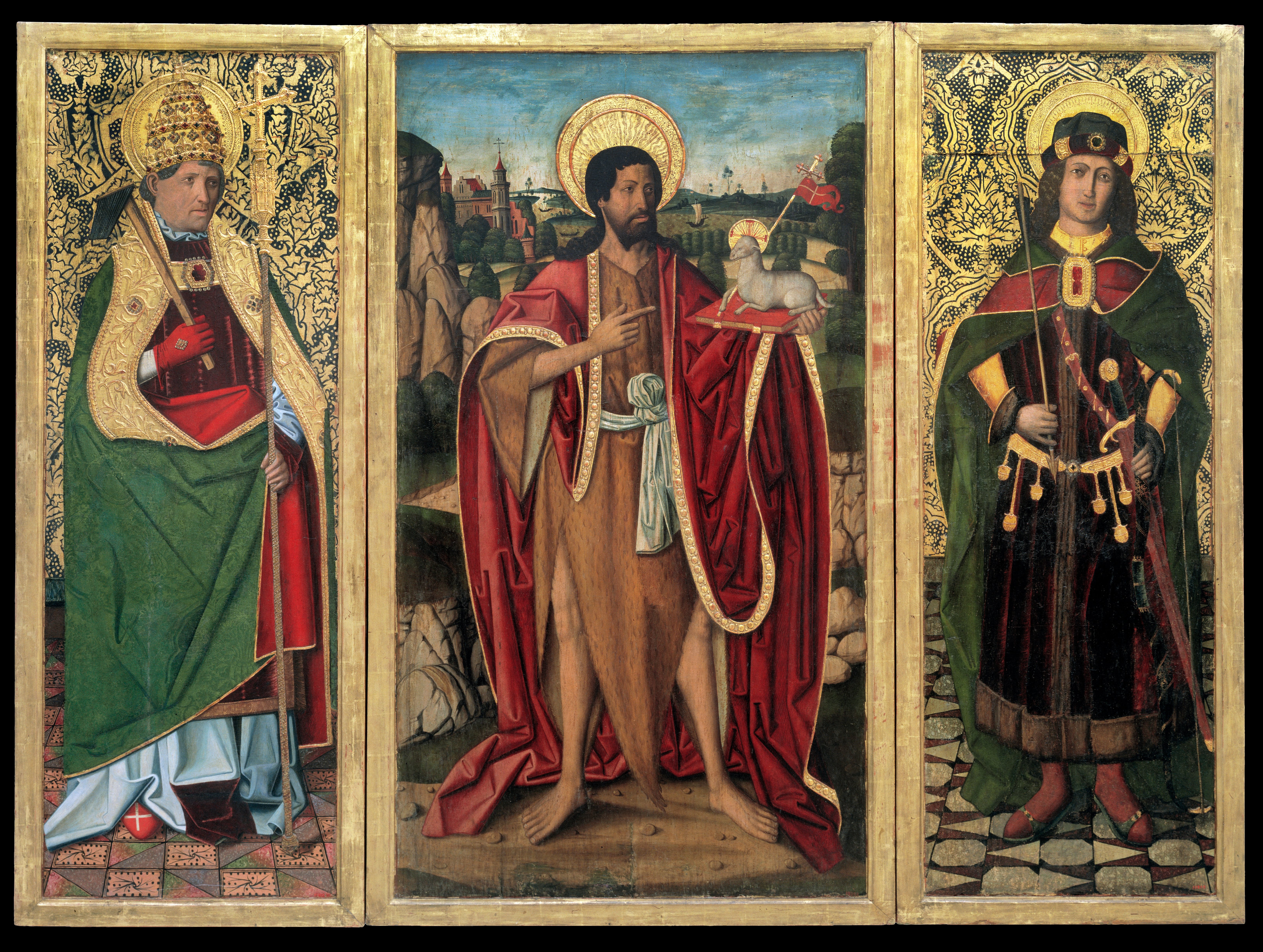
Sant Joan Baptista, Sant Fabià i Sant Sebastià de Miguel Ximénez (MNAC)

Miguel Ximénez, (Pareja -Guadalajara-, principis del segle xv) fou un pintor espanyol del gòtic.
És documentat a Saragossa entre 1462 i 1505). Va ser nomenat pintor reial de Ferran el Catòlic l'11 de maig de 1484. Fou un pintor del gòtic influenciat per l'obra de Bartolomé Bermejo. També es troben similituds entre la seva obra i la de Martín Bernat.

## Obra coneguda
- Sant Joan Baptista, Sant Fabià i Sant Sebastià, actualment al MNAC[1]
- Sant Miquel i Santa Caterina a l'Església d'Eixea (Saragossa)
- Retaule major de l'església de Blesa (Terol)